# Leo V (kejsare)

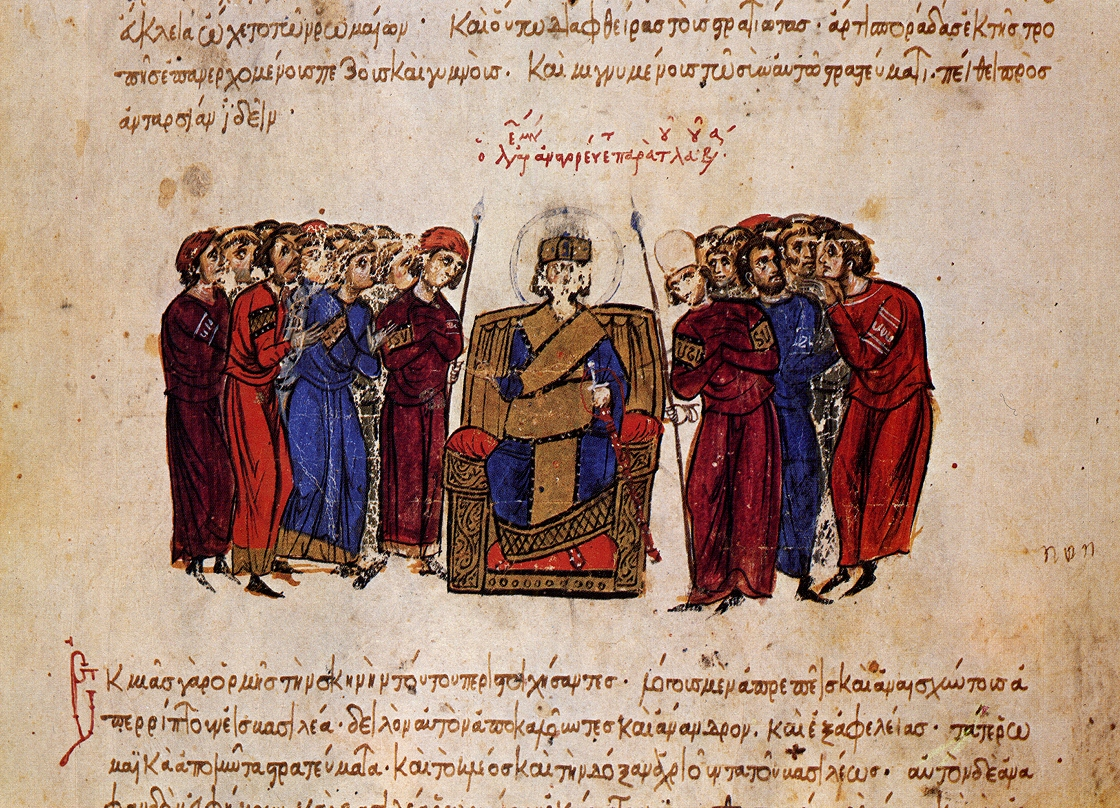
Leo V erkänns som kejsare.

Leo V eller Leo Armeniern (grekiska Λέων Ε΄ ὁ Ἀρμένιος, Leōn V ho Armenios),  född 775, död 25 december 820, var bysantinsk kejsare från 813 till 820. Leo var ursprungligen general, men tvingade sin företrädare Mikael I Rangabe till abdikation och övertog tronen. 
Leo V var en skicklig utrikespolitiker och återupplivade den bysantinska bildstriden, samt avslutade det decennielånga kriget med bulgarerna. Även källor som är uttalat fientliga till Leo V (Theophanes Continuatus, patriarken Nikeforos) beskriver honom som en kompetent statsman. Han mördades på juldagen 820 av anhängare till en av sina tidigare mest betrodda generaler, Mikael II, som sedan efterträdde honom på tronen.